# The Daleks’ Master Plan
A The Daleks’ Master Plan a Doctor Who sorozat huszonegyedik része, amit 1965. november 13-a és január 29-e között sugároztak tizenkettő epizódban, így a sorozat leghosszabbik története (ha a The Trial of Time Lordot nem egy résznek számítjuk).
Itt távozik Adrienne Hill mint Katarina, majd utána Jean Marsh jelenik meg Sara Kingdomként. Mindkét eltávozott társ meghal, ezért ebben hal meg a Doktornak először társa a sorozatban.
Ebben a részben jelenik meg először a sorozatban a később a Dandártábornokot játszó Nicholas Coutney, de itt még csak Bret Vyont játssza.
A részből csak három maradt meg.

## Történet
A dalekek meg akarják hódítani a naprendszert és legyőzni az embereket, s ehhez az Idődeskruktor nevű fegyvert is bevetik. Ezzel még a Doktort is elkapják, aki hirtelen 100 évet öregszik.

## Epizódok listája
| Epizód címe           | Bemutató napja     | Hosszúsága | Nézők száma (millió) | Formátum                                  |
| --------------------- | ------------------ | ---------- | -------------------- | ----------------------------------------- |
| A rémálom megkezdődik | 1965. november 13. | 22:55      | 9,1                  | Csak állóképek és/vagy töredékek léteznek |
| A döntő csata napja   | 1965. november 20. | 24:25      | 9,4                  | 16 mm t/r                                 |
| Az ördög bolygója     | 1965. november 27. | 24:30      | 10,3                 | Csak állóképek és/vagy töredékek léteznek |
| Az Árulók             | 1965. december 4.  | 24:42      | 9,5                  | Csak állóképek és/vagy töredékek léteznek |
| Az ellenterv          | 1965. december 11. | 24:03      | 9,9                  | 16 mm t/r                                 |
| Napkoszorúk           | 1965. december 18. | 24:45      | 9,1                  | Csak állóképek és/vagy töredékek léteznek |
| Steven ünnepe         | 1965. december 25. | 24:36      | 7,9                  | Csak állóképek és/vagy töredékek léteznek |
| Vulkán                | 1966. január 1.    | 24:42      | 9,6                  | Csak állóképek és/vagy töredékek léteznek |
| Az aranyhalál         | 1966. január 8.    | 24:38      | 9,2                  | Csak állóképek és/vagy töredékek léteznek |
| Menekülésre kapcsolva | 1966. január 15.   | 24:37      | 9,5                  | 16 mm t/r                                 |
| Az elhagyott bolygó   | 1966. január 22.   | 24:34      | 9,8                  | Csak állóképek és/vagy töredékek léteznek |
| Az idő megsemmisítése | 1966. január 29.   | 23:31      | 8,6                  | Csak állóképek és/vagy töredékek léteznek |

## Könyvkiadás
Két részben adták ki a rész könyvváltozatát:
- Az első részt 1989. szeptember 21-n adták ki Mission to the Unknown címen.
- A második részt 1989. október 29-n adták ki The Mutation of Time címen

## Színdarab
A részből készítettek egy színdarabot, amit 2007 októberében mutattak be az angol Interalia Theatre in Portsmouth nevezetű színházban. Ez volt a legsikeresebbik színházi feldolgozása  Doctor Who epizódnak. Rendezője Nick Scovell volt. A Doktort Scovell rendezte, ahogy korábban is. Szerepelt Nicholas Briggs is, aki a Dalekok hangját adta. Az egyik lényeges eltérés, hogy végén a Doktor regenerálódott.

## Otthoni kiadás
- VHS-n az akkor megmaradt 5. és 10. részeket 1992 júniusában adták ki a Daleks - Early Years kazettán.
- DVD-n már a megmaradt 3 részt és a többi megmaradt jeleneteket 2004 novemberében adták ki a Lost in Time lemezen.

### Fordítás
- Ez a szócikk részben vagy egészben  a   The Daleks' Master Plan című angol Wikipédia-szócikk fordításán alapul.  Az eredeti cikk szerkesztőit annak laptörténete sorolja fel. Ez a jelzés csupán a megfogalmazás eredetét és a szerzői jogokat jelzi, nem szolgál a cikkben szereplő információk forrásmegjelöléseként.